# Драголюб Яношевич
Драголюб Яношевич (серб. Драгољуб Јаношевић; нар. 8 липня 1923 в Белград — 20 травня 1993) — сербський шахіст, гросмейстер від 1965 року.

## Шахова кар'єра
Між 1948 і 1980 роком дев'ятнадцять разів брав участь у фіналі чемпіонату Югославії, найкращий результат показавши 1953 року в Загреб, де поділив 4-6-те місце (разом зі Светозаром Глігоричем і Бориславом Миличем). У 1960-х роках належав до широкої когорти провідних шахістів Югославії, хоча ніколи не виступив на шаховій олімпіаді.
Досягнув багатьох успіхів на міжнародних турнірах, зокрема: поділив 3-тє місце в Белграді (1962, позаду Светозара Глігорича і Борислава Івкова, разом з Віктором Чокилтьою), посів 2-ге місце в Гаррахові (1966, позаду Семена Фурмана, попереду Людека Пахмана, Марка Тайманова і Властіміла Горта), поділив 3-тє місце в Золінгені (1968, позаду Левенте Лендьєла і Бруно Парми, разом з Мато Дам'яновичем, Ласло Сабо і Людеком Пахманом), посів 1-ше місце у Вршаці (1969, Меморіал Борислава Костіча, попереду Пала Бенко і Борислава Івкова), посів 1-ше місце в Барі (1970, перед Ласло Барцаї і Петером Деєм), а також поділив 2-ге місце у Мадонна-ді-Кампільйо (1974, позаду Дьюли Сакса, разом з Властімілом Гортом).
Великим успіхом Яношевича стала нічия в матчі з підлітком Боббі Фішером (Белград, 1958, 1-1), але тоді вже гравцем світової еліти (через місяць після того матчу Фішер посів 6-те місце на міжзональному турнірі і кваліфікувався на турнір претендентів). 1967 року в Скоп'є Яношевич знову зустрівся з майбутнім чемпіоном світу, здобувши одну зі своїх найбільш цінних перемог.
Найвищий рейтинг Ело в кар'єрі мав станом на 1 травня 1974 року, досягнувши 2465 очок ділив то 16-18-те місце серед югославських шахістів..